# Типичные колибри
Типичные колибри (лат. Trochilinae) — подсемейство птиц семейства колибри (Trochilidae).

## Роды
- Abeillia Bonaparte, 1850 — Колибри-абейлии
- Adelomyia Bonaparte, 1854 — Черноухие колибри
- Aglaeactis Gould, 1848 — Колибри-солнечные лучи
- Aglaiocercus Zimmer, 1930 — Колибри-сильфы
- Amazilia Lesson, 1843 — Колибри-амазилии
- Amazilis Gray, GR, 1855
- Androdon Gould, 1863 — Зубчатоклювые колибри
- Anthocephala Cabanis et Heine, 1860 — Цветноголовые колибри
- Anthracothorax Boie, 1831 — Колибри-манго
- Archilochus Reichenbach, 1854 — Колибри-архилохусы
- Augastes Gould, 1849 — Колибри-капуцины
- Avocettula Reichenbach, 1849
- Basilinna Boie, 1831
- Boissonneaua Reichenbach, 1854 — Венценосные колибри
- Calliphlox Boie, 1831 — Аметистовые колибри
- Calothorax G. R. Gray, 1840 — Украшенные колибри. 2 вида
  - Calothorax lucifer Swainson, 1827 — синебородый украшенный колибри
  - Calothorax pulcher Gould, 1859
- Calypte Gould, 1856 — Калипты, или Колибри-калипты
- Campylopterus Swainson, 1827 — Колибри-саблекрылы
- Chaetocercus G. R. Gray, 1855 — Колибри-розовые зльфы
- Chalcostigma Reichenbach, 1854 — Блестящехвостые колибри
- Chalybura Reichenbach, 1854 — Колибри-халибуры
- Chionomesa Simon, 1921
- Chlorestes Reichenbach, 1854
- Chlorostilbon Gould, 1853 — Изумрудные колибри
- Chrysolampis Boie, 1831 — Рубиновые колибри
- Chrysuronia Bonaparte, 1850 — Колибри-хризуронии
- Coeligena Lesson, 1833 — Колибри-инки
- Colibri Spix, 1824 — Колибри
- Cynanthus Swainson, 1827 — Колибри-цинантусы
- Discosura Bonaparte, 1850 — Ракетохвостые колибри
- Doricha Reichenbach, 1854 — Колибри-дорихи
- Doryfera Gould, 1847 — Ланцетоклювы
- Elliotomyia Stiles & Remsen, 2019
- Ensifera Lesson, 1843 — Колибри-мечеклювы
- Eriocnemis Reichenbach, 1849 — Колибри-эрионы
- Eugenes Gould, 1856 — Колибри-герцоги
- Eulampis Boie, 1831 — Гранатовые колибри
- Eulidia Mulsant, 1877 — Чилийские колибри
- Eupetomena Gould, 1853 — Ширококрылые колибри
- Eupherusa Gould, 1857 — Эуферузы
- Florisuga Bonaparte, 1850 — Колибри-якобины
- Goldmania Nelson, 1911 — Гольдмании
- Haplophaedia Simon, 1918 — Колибри-хаплофедии
- Heliactin Boie, 1831 — Рогатые колибри
- Heliangelus Gould, 1848 — Колибри-нимфы
- Heliodoxa Gould, 1850 — Колибри-бриллианты
- Heliomaster Bonaparte, 1850 — Колибри-ангелы
- Heliothryx Boie, 1831 — Ушастые колибри
- Hylocharis Boie, 1831 — Колибри-сапфиры
- Hylonympha Gould, 1873 — Колибри-лесные нимфы
- Klais Reichenbach, 1854 — Колибри-клаисы
- Lafresnaya Bonaparte, 1850 — Горные колибри
- Lampornis Swainson, 1827 — Сверкающие колибри
- Lamprolaima Reichenbach, 1854 — Гранатовогорлые колибри
- Lesbia Lesson, 1833 — Колибри-лесбии
- Leucippus Bonaparte, 1850 — Колибри-леуциппусы
- Leucochloris Reichenbach, 1854 — Белогорлые колибри
- Loddigesia Bonaparte, 1850 — Колибри-лоддигезии
- Lophornis Lesson, 1829 — Колибри-кокетки
- Mellisuga Brisson, 1760 — Колибри-пчёлки
- Metallura Gould, 1847 — Колибри-металлуры
- Microchera Gould, 1858 — Снежношапочные колибри
- Microstilbon Todd, 1913 — Бурмейстеров колибри
- Myrmia Mulsant, 1876 — Короткохвостые колибри
- Myrtis Reichenbach, 1854 — Ленточные колибри
- Nesophlox Ridgway, 1910
- Ocreatus Gould, 1846 — Колибри-знаменщики
- Opisthoprora Cabanis et Heine, 1860 — Колибри-шпагоклювы
- Oreonympha Gould, 1869 — Колибри-горные нимфы
- Oreotrochilus Gould, 1847 — Колибри-горные звёзды
- Orthorhyncus Lacepede, 1799 — Хохлатые колибри
- Oxypogon Gould, 1848 — Шлемоносные колибри
- Pampa Reichenbach, 1854
- Panterpe Cabanis et Heine, 1860 — Огненногорлые колибри
- Patagona G. R. Gray, 1840 — Исполинские колибри
- Phaeochroa Gould, 1861
- Phaeoptila Gould, 1861
- Philodice Mulsant, Verreaux, J & Verreaux, É, 1866
- Phlogophilus Gould, 1860 — Колибри-флогофилы
- Polyerata Heine, 1863
- Polyonymus Heine, 1863 — Колибри-кометы
- Polytmus Brisson, 1760 — Златогорлые колибри
- Pterophanes Gould, 1849 — Голубокрылые колибри
- Ramosomyia Stiles & Bruce, 2021
- Ramphomicron Bonaparte, 1850 — Короткоклювые колибри
- Rhodopis Reichenbach, 1854 — Оазисные колибри
- Riccordia Reichenbach, 1854
- Sappho Reichenbach, 1849 — Колибри-сафо
- Saucerottia Bonaparte, 1850
- Schistes Gould, 1852 — Клиноклювые колибри
- Selasphorus Swainson, 1832 — Колибри-селасфорусы
- Sephanoides G. R. Gray, 1840 — Огненношапочные колибри
- Stephanoxis Simon, 1897 — Делаландов колибри
- Sternoclyta Gould, 1858 — Лиловогрудые колибри
- Talaphorus Mulsant & Verreaux, J, 1874
- Taphrolesbia Simon, 1918
- Taphrospilus Simon, 1910 — Пёстрые колибри
- Thalurania Gould, 1848 — Колибри-талурании
- Thaumasius Sclater, PL, 1879
- Thaumastura Bonaparte, 1850 — Перуанские колибри
- Tilmatura Reichenbach, 1854 — Искрохвостые колибри
- Topaza G. R. Gray, 1840 — Топазовые колибри
- Trochilus Linnaeus, 1758 — Вымпелохвостые колибри
- Uranomitra Reichenbach, 1854
- Urochroa Gould, 1856 — Белохвостые колибри
- Urosticte Gould, 1853 — Бенджаминов колибри